# Reprezentacja Kanady w baseballu mężczyzn
Reprezentacja Kanady w baseballu należy do Canadian Federation of Amateur Baseball, która jest członkiem Confederación Panamericana de Béisbol. W rankingu IBAF zajmuje 8. miejsce.
Po raz pierwszy w międzynarodowych rozgrywkach wystąpiła w 1967 na igrzyskach panamerykańskich. Kanadyjska drużyna narodowa raz zwyciężyła w igrzyskach panamerykańskich (w 2011) i dwukrotnie zdobyła brązowy medal na mistrzostwach świata w baseballu (w 2009 i 2011).

## Skład reprezentacji na turnieju World Baseball Classic 2013
Na turniej World Baseball Classic powołano 28 zawodników.